# Space '86

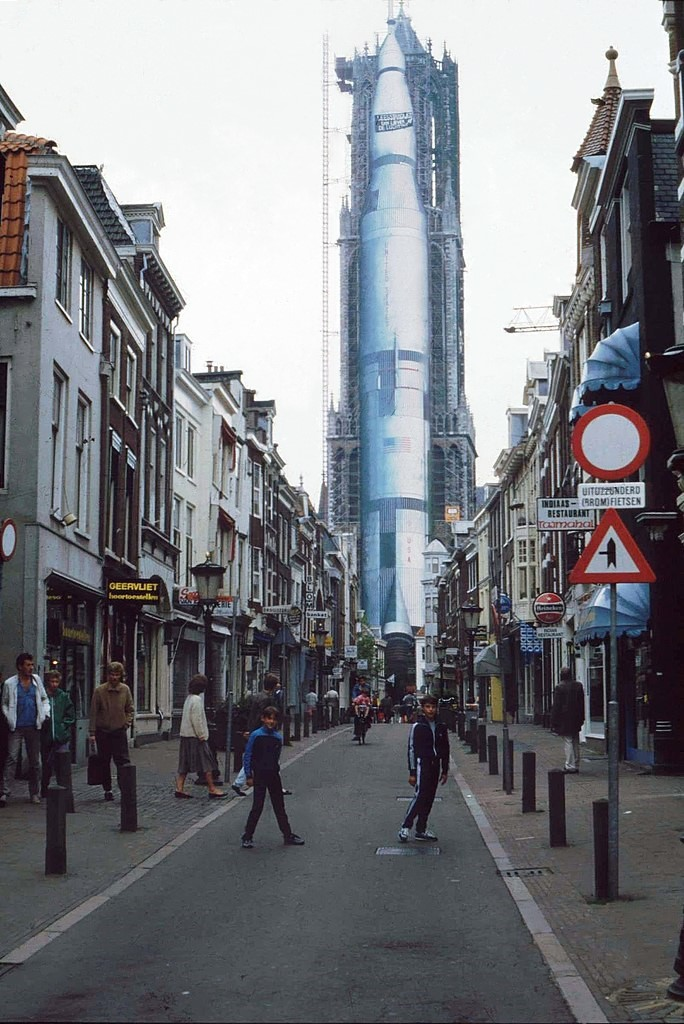
Een ruim 100 meter hoge afbeelding van een Saturnus V op de Domtoren

Space '86 was een grote ruimtevaartmanifestatie in de Jaarbeurs in de Nederlandse stad Utrecht in 1986. De drijvende kracht achter deze manifestatie was de wetenschapspopularisator en tv-persoonlijkheid Chriet Titulaer. De manifestatie in de Margriethal vond tegelijkertijd plaats met de manifestatie Mens en Wetenschap over wetenschappelijke ontwikkelingen. Beide evenementen werden georganiseerd in het kader van de viering van 350 jaar Universiteit Utrecht.
In de Jaarbeurs waren onder meer levensgrote modellen te zien van de maanlander en een maanwagentje, en een authentieke Apollocapsule. Daarnaast waren er modellen van recentere ruimtevaartuigen zoals de Giotto en een Spacelab-trainingsmodel. Verschillende Nederlandse en buitenlandse bedrijven presenteerden zich ook op deze beurs, en in het boek dat ter gelegenheid van deze expositie werd uitgegeven. Ter promotie van het evenement was een afbeelding van een Saturnus V-raket op ware grootte aan de Domtoren bevestigd.
Het evenement duurde van 3 mei t/m 29 juni, en trok in totaal meer dan 140.000 bezoekers. Daarvan kwamen er echter bijna 100.000 in de eerste week. Hoewel de kosten gedekt waren, had de organisatie op veel meer bezoekers gehoopt.

## Trivia
In hetzelfde jaar vond een rivaliserende ruimtevaartmanifestatie plaats in de Efteling genaamd Interkosmos opgezet door de Russische ruimtevaartorganisatie. Deze manifestatie besteedde aandacht aan de Russische ruimtevaart.